# سليمان العطار
سليمان العطار (بالإنجليزية: Soliman El Attar)‏  (1945 - 2020)هو أكاديمي ومترجم مصري ومستشار ثقافي سابق لجمهورية مصر العربية لدى مملكة إسبانيا. كان أول من ترجم إلى العربية من الإسبانية مباشرة رواية مئة عام من العزلة لجابرييل جارثيا ماركيث، والتي أنهى ترجمتها قبل أن يحصل مُؤلفها على جائزة نوبل في الآداب عام 1982. ومن أهم أعماله الإبداعية رواية أيام النوم السبعة. حصل على وسام الاستحقاق المدني من مملكة إسبانيا، تكريمًا له ولجهوده في نشر الثقافة الإسبانية.
يُعد العطار أحد أعلام الدراسات العربية والأندلسية في العالم العربي، حيث تتلمذ على يد أعلام هذا التخصص أمثال عبد الحميد يونس وعبد العزيز الأهواني ومحمود على مكي. وتركز اهتمامه الأكبر بالثقافة الإسبانية وحضارة الإسلام في إسبانيا، ولذلك عمل مُستشارًا ثقافيًا لمصر في أغلب بلدان أمريكا اللاتينية.

## أعماله
عمل العطار أستاذًا بكلية الآداب جامعة القاهرة حتى وفاته عن عمر ناهز الـ75 عامًا. وترك إنتاجًا أكاديميًا مُميزًا يجمع بين دراسات الأدب المُقارن ودراسات الأدب الشعبي والفلكور والتصوف والأدب الجاهلي. ومن بين أبرز مُؤلفاته:
- الخيال عند ابن عربي،
- مقدمة في تاريخ الأدب العربي: دراسة في بنية العقل العربي
- مقدمة منهجية لدراسة الأدب العربي،
- الموتيف في الأدب الشعبي والفردي "نحو منهجية جديدة".[5]

على صعيد الترجمة، ترجم خلية النحل للروائي الإسباني الحائز على نوبل عام 1989؛ ومئة عام من العزلة لماركيث؛ ودون كيخوتي لميجيل دي ثيربانتس؛ ومدينة القياصرة لمانويل روخاس
واجه العطار إحدى المُفارقات إبان ترجمته مئة عام من العزلة، حيث قدمها إلى الهيئة المصرية العامة للكتاب، إلا أنها تعطلت هناك لمدة عامين لجرأتها، إلى أن الشاعر المصري صلاح عبد الصبور، رئيس الهيئة آنذاك، بنشرها.

## وفاته
توفي مساء يوم الخميس 13 مارس 2020 بمدينة القاهرة، بعد صراع مع المرض، عن عمر ناهز 75 عام.

## الجوائز
- وسام الاستحقاق المدني من مملكة إسبانيا